# Bernarda Ćutuk
Bernarda Ćutuk (Zagabria, 22 dicembre 1990) è una pallavolista croata.
Gioca nel ruolo di centrale nell'Olomouc.

## Carriera
La carriera di Bernarda Ćutuk inizia nelle giovanili dell'HAOK Mladost di Zagabria, nel 2006: esordisce nella pallavolo professionistica, con la stessa squadra, nella stagione 2009-11, in 1.A Liga, dove resta per due annate; nel 2011 ottiene le prime convocazioni nella nazionale maggiore croata dopo aver fatto parte di quelle giovanili.
Nella stagione 2011-12 passa al Rijeka, con cui vince uno scudetto, mentre nella stagione successiva si trasferisce nel campionato tedesco, ingaggiata dallo Sportclub Potsdam, in 1. Bundesliga, dove resta per tre stagioni; con la nazionale vince la medaglia di bronzo ai XVII Giochi del Mediterraneo.
Dopo un breve periodo di inattività, rientra in campo a metà della stagione 2015-16 per termire il campionato con il club italiano della LJ Volley di Modena, in Serie A1.
Per la stagione 2016-17 si accasa all'Olomouc, nella Extraliga ceca.

## Palmarès

### Club
- Campionato croato: 1

2011-12

### Nazionale (competizioni minori)
- Giochi del Mediterraneo 2013